# Аркаделфия
Аркаделфия — город в округе Кларк, штат Арканзас, США. Население — 10 714 человек (по переписи 2010 года). Город является административным центром округа Кларк, расположен у подножия гор Уошито. Здесь расположены два университета: Государственный университет Хендерсона и Баптистский университет Уошито.

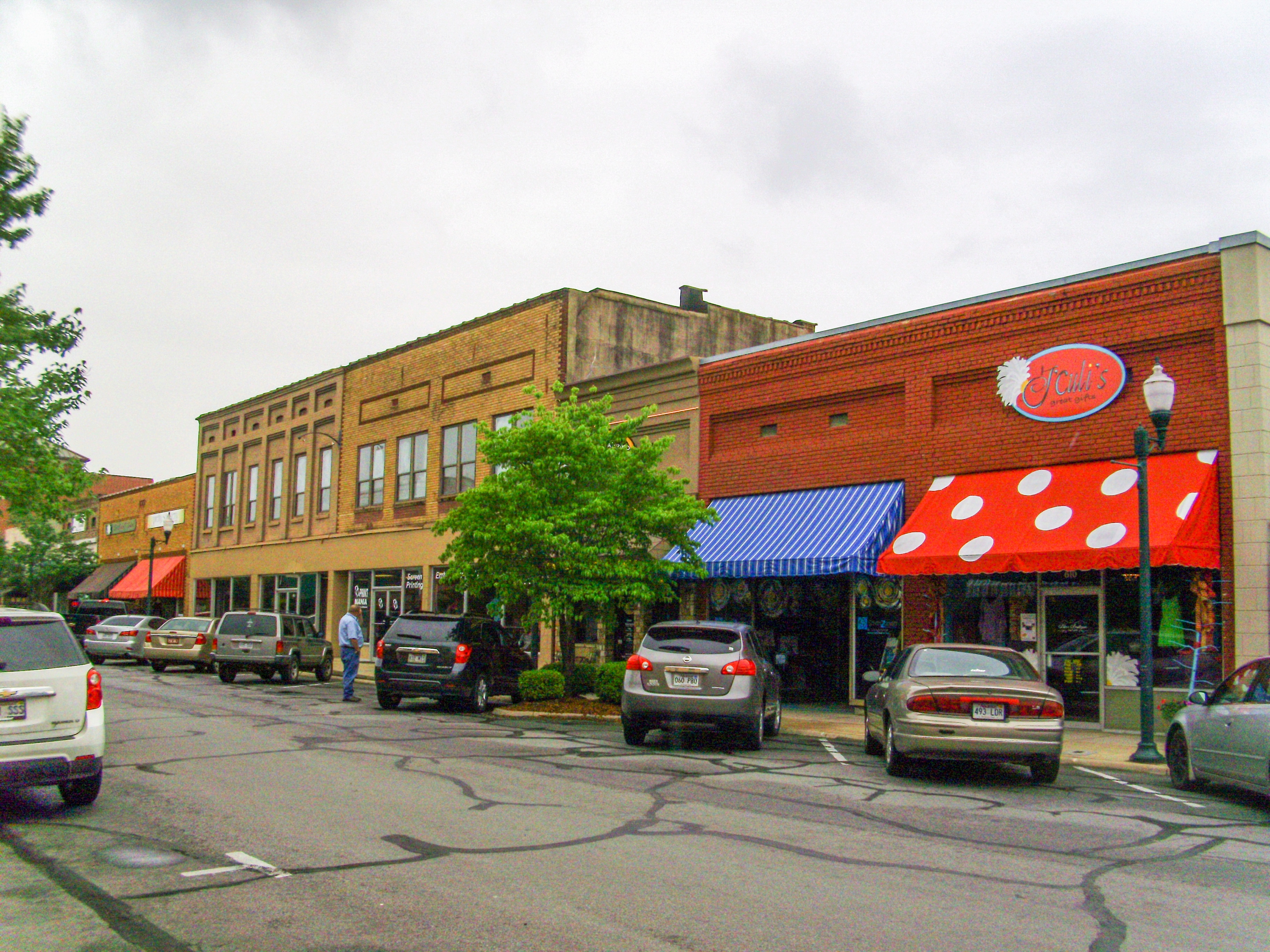
Центр города Аркаделфия

## История
Это место было заселено примерно в 1809 году Джоном Хемфиллом, оператором близлежащего соляного завода. Он был известен как Блейклитаун до 1839 года, когда поселение переименовано в Аркаделфия. Происхождение названия «Аркаделфия» неизвестно, однако есть несколько теорий.

## География
Аркаделфия расположена на северо-востоке графства Кларк на 34 ° 7′19 ″ с. ш., 93 ° 3′58 ″ з. д. (34.121920, −93.066178), на западном берегу реки Уашита. По данным Бюро переписи населения США, город имеет общую площадь 7,3 квадратных миль (18,9 км²), из которых 7,3 квадратных миль (18,8 км²) — это земля и 0,04 квадратных мили (0,1 км²), или 0,49 %, это вода.

#### Климат
Климат характеризуется жарким влажным летом и обычно мягкой или прохладной зимой. Согласно системе классификации климата Кёппена, Аркаделфия имеет влажный субтропический климат, сокращенно «Cfa» на климатических картах.

## Демография
| 1850 | 1860 | 1870 | 1880 | 1890 | 1900 | 1910 | 1920 | 1930 | 1940 | 1950 | 1960 | 1970 | 1980  | 1990  | 2000  | 2010  |
| ---- | ---- | ---- | ---- | ---- | ---- | ---- | ---- | ---- | ---- | ---- | ---- | ---- | ----- | ----- | ----- | ----- |
| 248  | 905  | 948  | 1506 | 2455 | 2739 | 2745 | 3311 | 3380 | 5078 | 6819 | 8069 | 9841 | 10005 | 10014 | 10912 | 10714 |

## Экономика
Основа экономики Аркаделфии — образование и производство. Крупнейшие университеты — Ouachita Baptist University, Henderson State University, Arkadelphia School District. Крупнейшие производители — Alumacraft Boat Co., Danfoss Scroll Technologies LLC, Georgia Pacific и Siplast. Также в городе развит малый бизнес.

## Искусство и культура

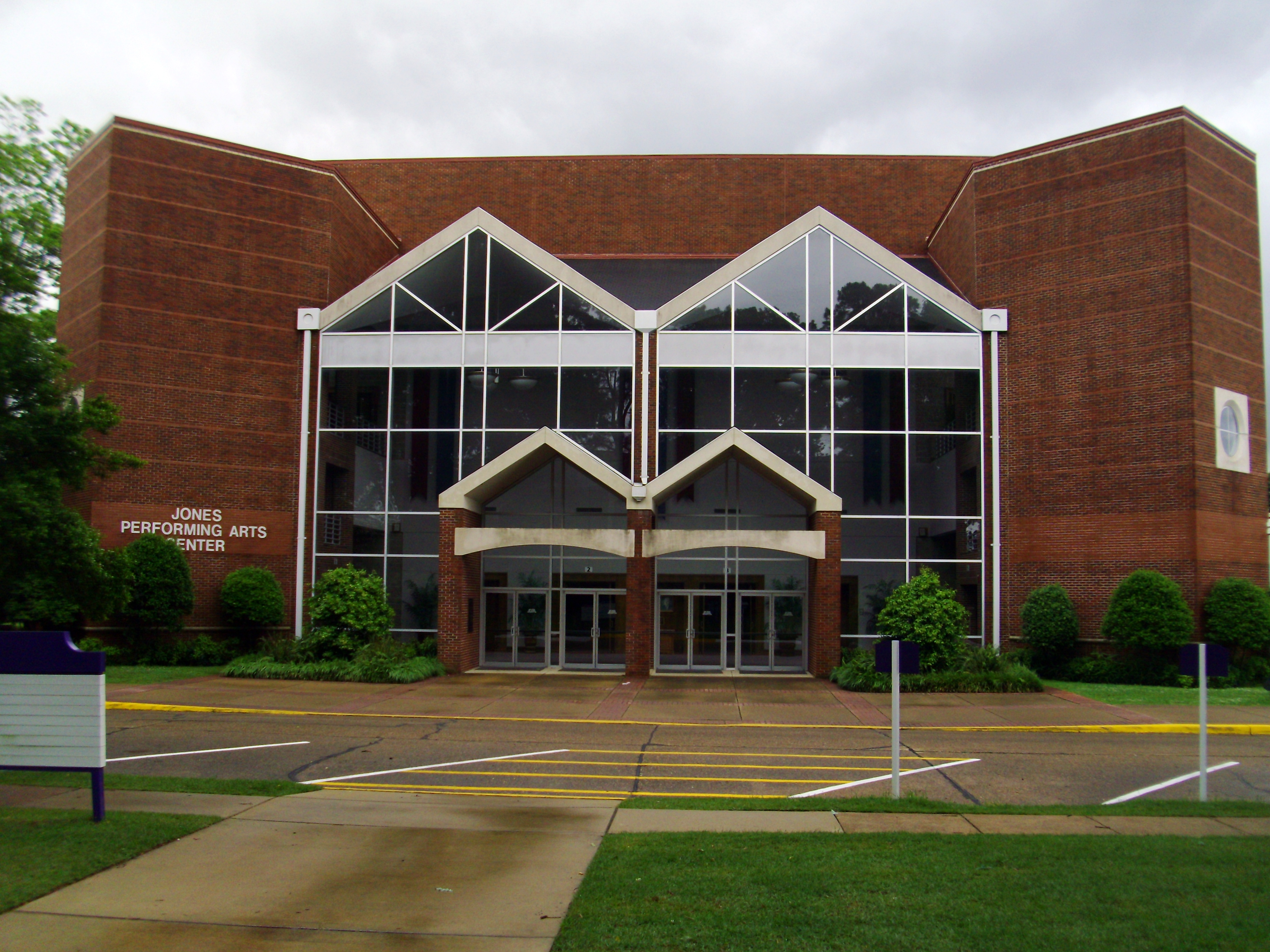
Кампус Баптистского университета Уашита

В центре искусств Аркаделфии, открытом в 2011 году, проходят выставки, постановки и образовательные семинары для многих организаций города, в том числе Гильдии художников Каддо, Гильдии поэтов и писателей, Маленького театра, двух университетов и школьного округа Аркаделфия.

## Правительство

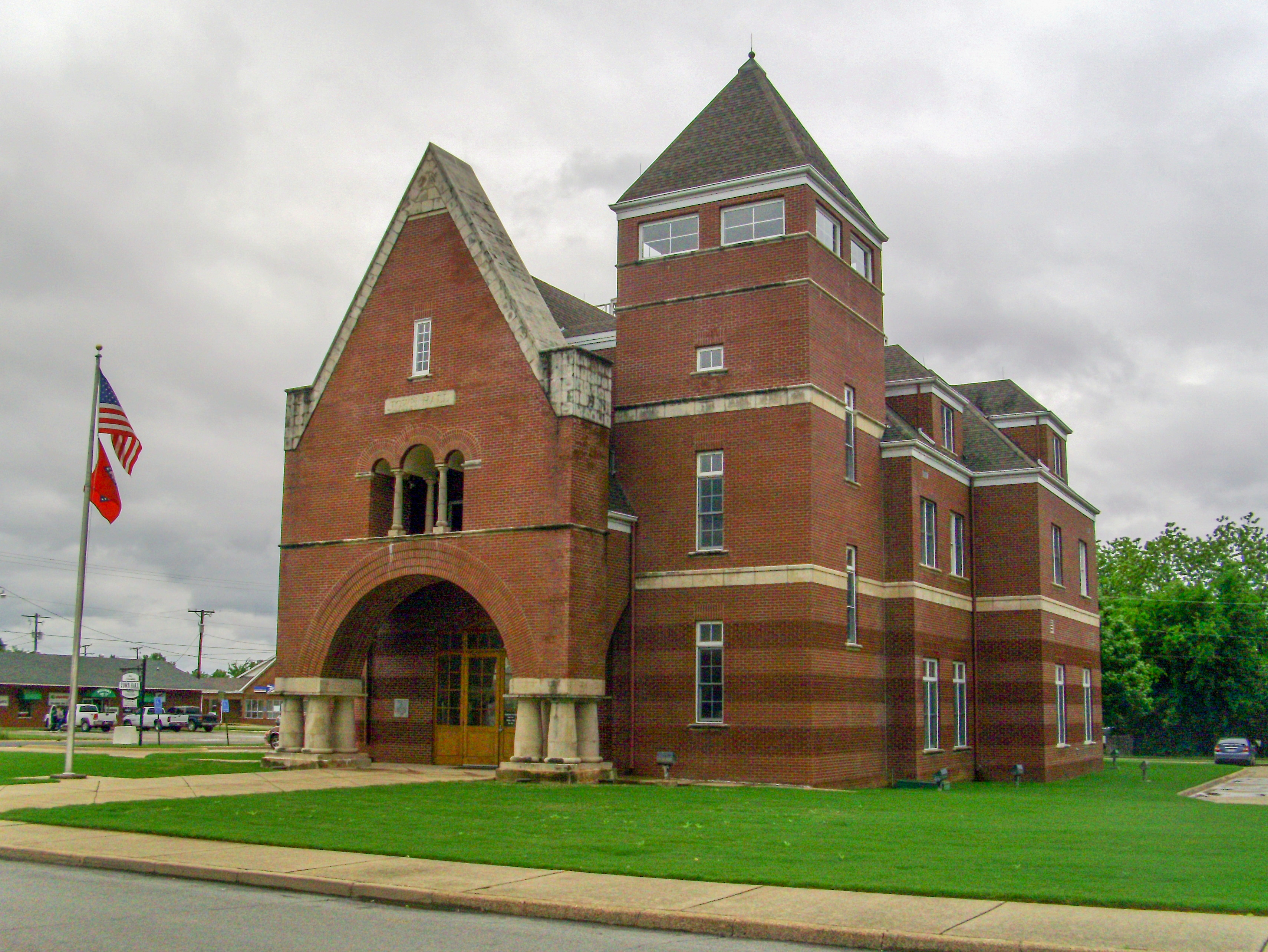
Мэрия Аркаделфии

Городской совет из семи человек, известный как совет директоров, назначает городского менеджера.

## Образование

#### Колледжи и университеты
- Государственный университет Хендерсона
- Баптистский университет Уашиты

#### Общеобразовательные школы
Школьный округ Аркаделфии управляет пятью государственными школами:
- Центральная начальная школа
- Начальная школа Луизы Э. Перритт
- Начальная школа Пика
- Средняя школа Гозы
- Средняя школа Аркаделфии

#### Частные школы
- Христианская академия округа Кларк. С 4 по 12 класс[9].

#### Исторические школы
- Арканзасский институт для слепых, располагался в Аркаделфии с 1859—1868 гг.[10][11]

## Инфраструктура

#### Основные магистрали
- Межгосударственная 30
- Шоссе США 67
- Арканзасское шоссе 7
- Арканзасское шоссе 8
- Арканзасское шоссе 51
- Арканзасское шоссе 874

#### Общественный транспорт
В пределах города автобусное сообщение обеспечивается South Central Arkansas Transit. (SCAT)

#### Железная дорога
Поезда ходят ежедневно между Чикаго и Сан-Антонио. Маршрутное сообщение между Сан-Антонио и Лос-Анджелесом доступно три раза в неделю через Sunset Limited.
Грузовые перевозки в Аркаделфии предоставляются компаниями Arkansas Midland Railroad и Union Pacific Railroad.

#### Авиация

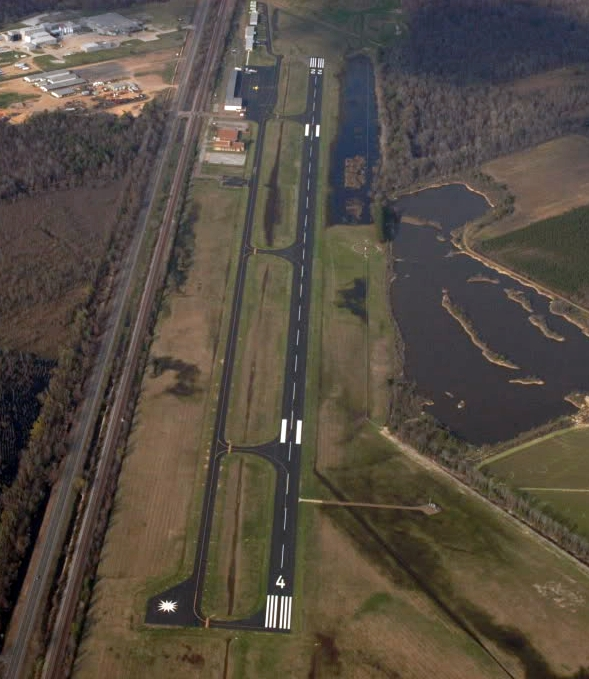
Мемориальное поле Декстера Б. Флоренс

Мемориальное поле Декстера Б. Флоренс (KADF) на юго-востоке Аркаделфии обслуживает малые бизнес-джеты, а также одно- и двухмоторные самолеты.